# Cheilanthes christii
Cheilanthes christii är en kantbräkenväxtart som beskrevs av Fraser-jenk. och Yatsk. Cheilanthes christii ingår i släktet Cheilanthes och familjen Pteridaceae. Inga underarter finns listade.